# Ciukalivka, Tîsmenîțea
Ciukalivka (în ucraineană Чукалівка) este o comună în raionul Tîsmenîțea, regiunea Ivano-Frankivsk, Ucraina, formată numai din satul de reședință.

## Demografie
Componența lingvistică a comunei Ciukalivka
     Ucraineană (98,86%)
     Alte limbi (1,14%)
Conform recensământului din 2001, majoritatea populației comunei Ciukalivka era vorbitoare de ucraineană (98,86%), existând în minoritate și vorbitori de alte limbi.